# Mika Laitinen
Mika Laitinen (n. 5 martie 1973, Kuopio, Finlanda) este un săritor cu schiurile ce a reprezentat Finlanda, medaliat olimpic. A participat la 2 ediții ale Jocurilor Olimpice (1992, 1998) în care a câștigat o medalie de aur.